# Цугленок, Николай Васильевич
Никола́й Васи́льевич Цугленок (род. 17 декабря 1946 года, д. Петровка, Бирилюсского района Красноярская края, СССР) — российский учёный, ректор ФГОУ ВПО «Красноярский государственный аграрный университет» с 1995—2014 годах. Доктор технических наук, профессор, член-корреспондент РАСХН (2012). Действительный член Российской академии технологических наук, Международной академии информации, Международной академии наук высшей школы.

## Биография
В 1969 году окончил Красноярский сельскохозяйственный институт, где и остался работать, пройдя путь от ассистента до ректора.
В 1974 году окончил аспирантуру Челябинского института механизации и электрификации, а в 1977 году защитил кандидатскую диссертацию на тему «Электрификация и автоматизация сельскохозяйственного производства».
В 1977 был назначен заведующим кафедрой электротехники и автоматизации сельскохозяйственного производства Красноярского сельскохозяйственного института. Эту работу он долго совмещал с работой руководителя факультета повышения квалификации молодых специалистов.
В 1979 году по инициативе Н. В. Цугленка открыта специальность «Электрификация сельского хозяйства», на базе которой и был создан электротехнический факультет.
С 1995 года по октябрь 2014 года — являлся ректором КрасГАУ.
Академик национальной академии поддержки развития образования, почетный член — корреспондент экспертно — редакционного совета всероссийского национального проекта «Элита образования России».
В 2000 году защитил докторскую работу на тему «Формирование и развитие структуры электротермических комплексов подготовки семян к посеву».
В ноябре 2017 года был приговорён Центральным районным судом Красноярска к 2,5 годам лишения свободы условно с испытательным сроком в 2 года за мошенничество и растрату. В ходе следствия было установлено, что находясь на посту ректора, c апреля 2012 по июль 2013 года Цугленок вместе с сообщниками из числа сотрудников вуза причинил ущерб Министерству сельского хозяйства РФ на сумму в 1 миллион 699 тыс. руб. путём заключения фиктивных договоров с фирмой ООО «ГАУ-Энергоаудит».

## Научная деятельность

### Научные достижения
Цугленок Н. В. создал в Красноярске научную школу по использованию электроэнергии ВЧ и СВЧ обработки семян и продовольственного зерна, в том числе по разработке технологий сушки, их стимуляции, обеззараживания и стерилизации от патогенной микрофлоры.

### Избранные труды
- Обоснование и исследование процесса высокочастотной сушки семян в кипящем слое : автореф. дис… канд. техн. наук : 05.20.02 / Цугленок Николвай Васильевич. — Челябинск : ЧИМЭСХ, 1976. — 26 с.
- Красноярский государственный аграрный университет : исторический очерк / Н. В. Цугленок [и др.]. — Красноярск : КГАУ, 1998. — 105 с.
- Формирование и развитие структуры электротермических комплексов подготовки семян к посеву : автореферат дис. … д-ра техн. наук : 05.20.01, 05.20.02 / Н. В. Цугленок. — Барнаул, 2000. — 44 с. : ил. В надзаг. : Алтайский гос. техн. ун-т им. И. И. Ползунова. — Библиогр.: С. 33 — 36 (51 названия)
- Энергоснабжение стационарных и мобильных объектов / Горелов С. В., Князев О. А., Кислицин Е. Ю., Крюков В. И., Куликов С. Г., Горелов В. П., Цугленок Н. В. Москва-Берлин, 2015.
- Ветроэнергетика Красноярского края / Бастрон А. В., Тремясов В. А., Цугленок Н. В., Чебодаев А. В. Красноярск, 2015.
- Технология получения концентрированных сахаросодержащих продуктов с использованием импульсной инфракрасной обработки и сушки корнеклубнеплодов / Алтухов И. В., Цугленок Н. В. Иркутск, 2018.

## Награды и премии
В 1997 году Н. В. Цугленку присвоено Почетное звание «Заслуженный работник высшей школы Российской Федерации».
В 2000 году награждён нагрудным знаком «Почетный работник высшего профессионального образования Российской Федерации»
В 2002 году получил звание «Почетный работник высшего образования Красноярского края».
Лауреат премии Правительства 2002 года в области науки и техники.
В 2002 году получил звание: Заслуженный работник «Международной высшей аграрной школы».
В 2003 году Правительством республики Хакасия присвоено звание «Заслуженный деятель науки Республики Хакасия».
В 2003 году получил награду за разработку и внедрение устройств защитного отключения и защиты электроустановок и зданий от пожаров, предотвращения поражения людей электрическим током.
В 2005 году за личный вклад в развитие европейской интеграции и культуры в Оксфорде (Великобритания) награждён двумя национальными наградами «Объединенная Европа» и «Святая София».
В 2005 и 2007 годах награждён двумя медалями ордена «Андрея Первозванного» за личный вклад в открытие им первого вузовского Храма Святой Татианы в КрасГАУ.
В 2005 году в Сорбонне (Париж) за развитие образовательных программ Союзом промышленников и предпринимателей награждён Золотой медалью Франции, учрежденной Наполеоном Бонапартом в 1803 году.
Американским биографическим обществом избран международным экспертом в области энергетики и экологии.